# Trò chơi năm 2007
Trang này liệt kê các board game, trò chơi thẻ bài, wargame, trò chơi mô hình thu nhỏ, và trò chơi nhập vai tabletop xuất bản năm 2007.  Đối với trò chơi điện tử, xem Trò chơi điện tử năm 2007.

## Trò chơi phát hành hoặc phát minh năm 2007
- 1960: The Making of the President
- Aces & Eights: Shattered Frontier (trò chơi nhập vai)
- Age of Steam - America/Europe
- Age of Steam - Austria & India
- Age of Steam - Barbados/St. Lucia
- Age of Steam - Jamaica/Puerto Rico
- Age of Steam - Mexico, Spain/Portugal
- Age of Steam - Mississippi Steamboats/Golden Spike
- Age of Steam - Montréal Métro
- Age of Steam - The Netherlands
- Age of Steam - War in Iraq & New York Subway
- Agricola
- Apples to Apples: Jewish Edition
- Arkham Horror: King in Yellow Expansion
- Axis & Allies: Guadalcanal
- Bang! The Bullet (phiên bản Deluxe của Bang!)
- Battlefield Evolution (Mongoose Publishing)
- BattleLore: Call to Arms
- BattleLore: Dwarven Battalion Specialist Pack
- BattleLore: Epic BattleLore
- BattleLore: Goblin Marauders Specialist Pack
- BattleLore: Goblin Skirmishers Specialist Pack
- BattleLore: The Hundred Years' War - Crossbows & Polearms
- Bendomino
- Bleach Trading Card Game
- Ca$h'n'Gun$: Live
- Ca$h’n Gun$: les Yakuzas
- Carcassonne - Travel Edition
- Catan Dice Game
- Caylus Magna Carta
- Chaotic Trading Card Game
- China Rails
- Cineplexity
- Civil War Stratego
- De Bellis Magistrorum Militum
- Die Siedler von Catan – Das Würfelspiel
- The Eye of Judgment
- Great War at Sea: Zeppelins
- Grey Ranks (trò chơi nhập vai)
- HeroScape: Master Win Chiu Woo
- Heroscape Expansion Set: Aquilla's Alliance
- Heroscape Expansion: Defenders of Kinsland
- Heroscape Expansion Set: Fields of Valor
- Heroscape Expansion Set: Ticalla Jungle
- Hive - The Mosquito
- Illuminati: Bavarian Fire Drill
- Infantry Attacks: Empires End
- It's Alive!
- Khet 3D: Tower of Kadesh
- Kill Doctor Lucky... and His Little Dog, Too!
- Killer Bunnies and the Quest for the Magic Carrot Ominous ONYX Booster
- Kingdom Hearts Trading Card Game
- Lord of the Rings - Battlefields
- MAn Laws & Woman Rules
- Marvel Heroes Stratego
- Mighty Empires (Bản mở rộng của Warhammer Fantasy Battle)
- Metroid Prime 3:Corruption
- Munchkin 5: De-Ranged
- Munchkin Cthulhu
- Munchkin Cthulhu 2 - Call of Cowthulhu
- Munchkin Quest
- Munchkin Rigged Demo
- Pandemic
- Panzer Grenadier: Alaska's War
- Panzer Grenadier: Fronte Russo
- Panzer Grenadier: Iron Curtain
- Panzer Grenadier: North Wind
- Panzer Grenadier: South Africa's War
- Panzer Grenadier: White Eagles
- Power Yahtzee
- Race for the Galaxy
- Risk Transformers
- Rome at War III: Queen of the Celts
- Runebound - Beasts and Bandits
- Runebound - Curse of the Cataclysm
- Runebound - Quest of the Seven Scions
- Runebound - Rituals and Runes
- Runebound - Sands of Al-Kalim
- Runebound - Traps and Terrors
- Runebound - Weapons of Legend
- Saint Petersburg Expansion
- Scion (trò chơi nhập vai)
- StarCraft: The Board Game
- Stonehenge
- Starship Troopers Evolution
- Stratego Transformers
- Tannhäuser
- TerraDrive (trò chơi nhập vai)
- Ticket to Ride: Switzerland
- Tide of Iron
- TZAAR
- Wings of War - Dawn of War
- Witch Hunter: The Invisible World (trò chơi nhập vai)
- Zombie Fluxx
- Zombies!!! 6: Six Feet Under
- Zooloretto

## Giải thưởng trò chơi được trao năm 2007
- Spiel des Jahres: Zooloretto
- Games: Pillars of the Earth

## Sự kiện lớn liên quan đến trò chơi năm 2007
- Một bài báo ở Science thông báo rằng Checkers (Draughts) là một trò chơi đã được giải. Với màn trình diễn hoàn hảo của hai bên, trận đấu kết thúc với tỉ số hòa.

## Chết
| Ngày       | Tên           | Tuổi | Chức vụ                                                                                  |
| ---------- | ------------- | ---- | ---------------------------------------------------------------------------------------- |
| 9 tháng 3  | Tom Moldvay   | 58   | Nhà thiết kế trò chơi nhập vai, nổi tiếng khi làm việc trong Dungeons & Dragons          |
| 15 tháng 5 | Angus McBride | 76   | Nhà vẽ minh họa, nổi tiếng khi làm việc trong Middle-earth Role Playing                  |
| 19 tháng 7 | Glen Angus    | 36   | Nhà vẽ minh họa, nổi tiếng khi làm việc trong Dungeons & Dragons và Magic: The Gathering |